# Czarne słońce (film)
Czarne słońce (wł. Il sole nero) – włosko-francuski dramat z 2007 roku w reżyserii Krzysztofa Zanussiego, zrealizowany na podstawie dramatu Rocco Familiariego. Fabuła filmu oparta została na wydarzeniach, do których doszło około 20 lat temu w Katanii na Sycylii.

## Fabuła
Bohaterką jest młoda kobieta, której mąż został zamordowany przez narkomana. Kobieta postanawia odnaleźć mordercę i zemścić się na nim. Na policji dowiaduje się, że dzięki amnestii i redukcjom kary mógłby opuścić więzienie już po 7-8 latach. W scenie finałowej kobieta trzyma w rękach broń, z której zabito jej męża, musi podjąć decyzję, czy zastrzeli z niej zabójcę, czy samą siebie.

## Obsada
- Valeria Golino – Agata
- Kaspar Capparoni – Salvo
- Lorenzo Balducci – Manfredi
- Toni Bertorelli – Inspektor
- Victoria Zinny – Filippa
- Walter D'Errico – Policjant
- Remo Girone – Anatomopatolog